# Sissi-trilogie
De Sissi-trilogie is een serie van drie bioscoopfilms uit de 1950-er jaren van de Oostenrijkse regisseur Ernst Marischka met in de hoofdrollen Romy Schneider en Karlheinz Böhm. De films behelzen een geromantiseerde versie van het leven van keizerin Elisabeth van Oostenrijk-Hongarije (1837-1898) naar een draaiboek van Marischka. Deze drie films horen in de Duitstalige filmgeschiedenis tot de meest succesvolle films ooit.
De trilogie bestaat uit de volgende delen:
1. Sissi (1955)
2. Sissi – De jonge keizerin (1956)
3. Sissi – De woelige jaren (1957)